# Utopía
Utopía é o segundo álbum de estúdio da atriz e cantora mexicana Belinda, lançado em 3 de outubro de 2006 pela EMI. O álbum só contem músicas escritas ou co-escritas por Belinda. O álbum foi eleito o quarto, entre os dez melhores discos pop de 2006.
O trabalho ficou 1 ano em andamento pois Belinda é a compositora de todas as músicas. A sonoridade do disco é mais escuro, tem um tom maduro por suas letras e ritmos e foi inspirado em livros, como Utopia de Thomas Morus. O álbum recebeu uma avaliação positiva por muitos críticos musicais, que notaram um grande amadurecimento musical da parte de Belinda, e recebeu também duas indicações no Grammy Latino, nas categorias Melhor Álbum Vocal Pop Feminino, e Canção do Ano. Foi certificado platina no México e já vendeu mais de 1.100.000 milhões de cópias no mundo.

## Produção do álbum
As gravações do álbum ocorreram de março a agosto de 2006 em vários estúdios, em Miami, Los Angeles e Nova York. Teve uma grande equipe de produtores, entre eles, Martin "Doc" McKinney, Mitch Allan, Jimmy Harry, Lester Méndez, Greg Kurstin, Greg Wells, Kara DioGuardi, Rob Wells, o pai de Belinda, Ignacio Peregrín, e a própria Belinda

## Turnê
Belinda realizou uma turnê musical, que foi dividia em duas parte, Utopía 2007 e Utopía 2008. A primeira começou em Março de 2007 e terminou em Dezembro do mesmo ano. Já a segunda parte, que foi menor que a primeira, inicia-se em Janeiro de 2008, e termina no dia 25 de março de 2008, em um show no Luna Park na Argentina. Com essa turnê, ela se apresentou em vários países da América Latina, EUA, e Europa, nesses dois últimos, fazendo várias apresentações em programas para promocionar a Edição Internacional de seu álbum.
Assim, ela gravou um programa especial para a MTV Latinoamérica, de apenas três capitulos, que mostra a preparação, o planejamento e a turnê em ação, chamado Buscando Utopía.

## Edição Especial: Utopía² CD+DVD
Foi lançado em 25 de Setembro de 2007 a edição especial do álbum Utopía, nomeada Utopía². O CD incluía as 13 canções originais, mais quatro versões em inglês de algumas das músicas, sendo If We Were é a versão em inglês de Ni Freud Ni Tu Mama, End Of The Day é a versão inglês de Bella Traición, Takes One To Know One é a versão em inglês de Puedo Ser Tan Facil e See A Little Light é a versão inglês de Luz Sin Gravedad. Ainda continha a canção que Belinda cantou para a trilha sonora do filme da Disney em que participou, The Cheetah Girls 2, Why Wait. Nos Estados Unidos, o cd ainda ganhou a canção em espanhol Es De Verdad. Já o DVD apresenta os clipes dos três primeiros singles de Belinda, a gravação do álbum, e um Making Of de seus clipes Bella Traición e Luz Sin Gravedad. O Brasil também ganhou sua edição especial do Utopía, assim como a Itália e o resto da Europa, cada um com o Alinhamento de faixas diferentes.

## Faixas
| Edição padrão  |                       |                                                                                  |                             |         |  |
| N.º            | Título                | Compositor(es)                                                                   | Produtor(es)                | Duração |  |
| 1.             | "Utopía"              | Belinda, Nacho Peregrín, Greg Kurstin, Sia Furler                                | Greg Kurstin                | 3:00    |  |
| 2.             | "Ni Freud Ni Tu Mamá" | Belinda, Nacho, Greg Wells, Shelly Peiken                                        | Greg Wells                  | 3:24    |  |
| 3.             | "See A Little Light"  | Belinda, Nacho, Jimmy Harry                                                      | Emanuel Kiriakou            | 4:04    |  |
| 4.             | "Bella Traición"      | Belinda, Nacho, Kara DioGuardi, Mitch Allan                                      | Kara DioGuardi, Mitch Allan | 3:45    |  |
| 5.             | "Contigo O Sin Ti"    | Belinda, Karen Juantorena, Esthero, Daniel McKinney, Krista Gonzáles, Kobe Eshun | Daniel McKinney             | 4:01    |  |
| 6.             | "Alguien Más"         | Belinda, Nacho, DioGuardi, Allan                                                 | Mitch Allan                 | 3:13    |  |
| 7.             | "¿Quién Es Feliz?"    | Belinda, Nacho, Lester Méndez, Skye Sweetnam                                     | Lester Méndez               | 3:47    |  |
| 8.             | "Pudo Ser Tan Fácil"  | Belinda, Nacho, Robert Habolin                                                   | Greg Wells                  | 3:54    |  |
| 9.             | "Noche Cool"          | Belinda, Juantorena, DioGuardi, Greg Wells, Nicole Scherzinger                   | Rob Wells                   | 3:06    |  |
| 10.            | "Amiga Soledad"       | Belinda, Nacho, Méndez, Kay Hanley                                               | Lester Méndez               | 4:24    |  |
| 11.            | "Good... Good"        | Belinda, Nacho, Juantorena, Kandi Burruss                                        | Jimmy Harry                 | 3:23    |  |
| 12.            | "Luz Sin Gravedad"    | Belinda, Nacho, Harry                                                            | Jimmy Harry                 | 4:01    |  |
| 13.            | "Never Enough"        | Belinda, Nacho, Greg Kurstin                                                     | Greg Kurstin                | 3:12    |  |
| Duração total: | Duração total:        | Duração total:                                                                   | Duração total:              | 47:34   |  |

| Edição Especial CD+DVD, Utopía² |                                                                   |                                     |                            |         |  |
| N.º                             | Título                                                            | Compositor(es)                      | Produtor(es)               | Duração |  |
| 14.                             | "Takes One To Know One" (Versão em inglês de Puedo Ser Tan Fácil) | Robert Habolin, Marcus Sepehrmanesh | Greg Wells                 | 3:55    |  |
| 15.                             | "If We Were" (Versão em Inglês de Ni Freud Ni Tu Mamá)            | Shelly, Wells                       | Greg Wells                 | 3:25    |  |
| 16.                             | "End Of The Day" (Versão em Inglês de Bella Traición)             | Allan, DioGuardi                    | Mitch Allan, Kara DioGuari | 3:45    |  |
| 17.                             | "Es de Verdad"                                                    | G. Diego, Karenka, Reyli            | Armando Ávila              | 3:36    |  |
| 18.                             | "Why Wait?" (De The Cheetah Girls 2)                              | Matthew Gerrard, Robbie Nevil       | Matthew Gerrard            | 3:01    |  |
| Duração total:                  | Duração total:                                                    | Duração total:                      | Duração total:             | 65:16   |  |

| DVD |                                    |         |  |
| N.º | Título                             | Duração |  |
| 1.  | "Ni Freud Ni Tu Mamá" (videoclipe) |         |  |
| 2.  | "Bella Traición" (videoclipe)      |         |  |
| 3.  | "Luz Sin Gravedad" (videoclipe)    |         |  |
| 4.  | "EPK Utopía"                       |         |  |
| 5.  | "Making of Bella Traición"         |         |  |
| 6.  | "Making of Luz Sin Gravedad"       |         |  |

| Edição Especial - Brasil |                         |         |  |
| N.º                      | Título                  | Duração |  |
| 2.                       | "If We Were"            | 3:24    |  |
| 4.                       | "End Of The Day"        | 3:45    |  |
| 8.                       | "Takes One To Know One" | 3:55    |  |
| 14.                      | "Why Wait?"             | 3:01    |  |
| 15.                      | "Ni Freud Ni Tu Mamá"   | 3:24    |  |
| 16.                      | "Bella Traición"        | 3:45    |  |
| 17.                      | "Pudo Ser Tan Fácil"    | 3:54    |  |

| Edição Especial - Europa |                         |         |  |
| N.º                      | Título                  | Duração |  |
| 14.                      | "If We Were"            | 3:24    |  |
| 15.                      | "End Of The Day"        | 3:45    |  |
| 16.                      | "Takes One To Know One" | 3:55    |  |
| 17.                      | "Why Wait?"             | 3:01    |  |

| Edição Especial - Itália |                                |         |  |
| N.º                      | Título                         | Duração |  |
| 2.                       | "If We Were"                   | 3:24    |  |
| 4.                       | "End Of The Day"               | 3:45    |  |
| 8.                       | "Takes One To Know One"        | 3:55    |  |
| 14.                      | "Why Wait?"                    | 3:01    |  |
| 15.                      | "Your Hero" (featuring Finley) | 4:02    |  |

## Prêmios e indicações
| Ano  | Prêmio                        | Categoria                                  | Resultado |
| ---- | ----------------------------- | ------------------------------------------ | --------- |
| 2007 | Premios Lo Nuestro            | Video del año - Com "Ni Freud, Ni Tu Mamá" | Indicado  |
| 2007 | Premios Juventud              | Artista de Rock Favorito                   | Indicado  |
| 2007 | Orgulhosamente Latino         | Solista Latina del Año                     | Indicado  |
| 2007 | Premios Oye                   | Solista del Año                            | Venceu    |
| 2007 | Los Premios MTV Latinoamérica | Video del Año - Com "Bella Traición"       | Venceu    |
| 2007 | Los Premios MTV Latinoamérica | Mejor Solista o Intérprete                 | Venceu    |
| 2007 | Los Premios MTV Latinoamérica | Artista del Año                            | Indicado  |
| 2007 | Los Premios MTV Latinoamérica | Mejor Artista Pop                          | Indicado  |
| 2007 | Grammy Latino                 | Canción del año - Com "Bella Traición"     | Indicado  |
| 2007 | Grammy Latino                 | Mejor Album Pop Femenino                   | Indicado  |
| 2008 | Premio Lo Nuestro             | Artista femenina del año                   | Venceu    |
| 2008 | Premios Juventud              | Mejor Artista Pop                          | Indicado  |
| 2008 | Premios Juventud              | Mejor Artista Rock                         | Indicado  |
| 2008 | Orgulhosamente Latino         | Solista latina del Año                     | Indicado  |

## Posições
| Tabelas musicais (2006)            | Melhor posição |
| ---------------------------------- | -------------- |
| Argentina - Argentina Albums Chart | 5              |
| Colômbia - Colombia Albums Chart   | 1              |
| Chile - Chile Albums Chart         | 5              |
| México - Mexican Albums Chart      | 3              |
| Peru - Peru Albums Chart           | 1              |
| Estados Unidos - Top Latin Albums  | 20             |
| Estados Unidos - Latin Pop Albuns  | 8              |
| Estados Unidos - Top Heatseekers   | 19             |

## Certificações
| País            | Certificadora | Certificação |
| --------------- | ------------- | ------------ |
| México          | AMPROFON      | Platina      |
| Argentina       | CAPIF         | Ouro         |
| América Central | IFPI          | Platina      |
| Chile           | IFPI Chile    | Ouro         |
| Colômbia        | ASINCOL       | Ouro         |
| Estados Unidos  | RIAA          | Ouro (Latin) |
| Venezuela       | APROFON       | Platina      |